# Paula Morelenbaum
Regina Paula Martins Morelenbaum (Rio de Janeiro, 31 de julho de 1962) é uma cantora brasileira de MPB. Por mais de dez anos cantou ao lado de Tom Jobim, antes de iniciar sua carreira solo. É casada com o violoncelista e compositor Jaques Morelenbaum.

## Trajetória
Iniciou sua carreira profissional em 1979, como integrante do grupo vocal Céu da Boca. Com o conjunto, gravou os discos Céu da Boca (1981) e Baratotal (1982) e realizou shows por todo o Brasil.
Em 1984, foi convidada por Antônio Carlos Jobim para integrar a Banda Nova. Trabalhou com o compositor durante dez anos, gravando os discos Passarim, Antonio Brasileiro e Tom Jobim: Inédito, atuando como vocalista e solista. e apresentando-se no Brasil, Japão, Europa, Canadá e Estados Unidos.
Em 1990, iniciou sua carreira solo em Nova York, apresentando-se em diversos clubes de jazz.
Em 1993, lançou seu primeiro CD solo, Paula Morelenbaum, produzido por seu marido, Jaques Morelenbaum, que também participou de algumas faixas do disco, como instrumentista e arranjador. No mesmo ano, recebeu o Prêmio Sharp de Música, na categoria Revelação Feminina Pop Rock. Em 1995, formou, com Paulo Jobim, Daniel Jobim e Jaques Morelenbaum, o Quarteto Jobim Morelenbaum, com o qual se apresentou no Brasil, Estados Unidos e Europa, e lançou, em 1999, o CD Quarteto Jobim Morelenbaum.
Participou também do CD Smoochy, de Ryuichi Sakamoto, em songbooks produzidos por Almir Chediak e na trilha sonora de Antonio Pinto para o filme Menino Maluquinho, de Helvécio Ratton. Em 2002 lançou, com Jaques Morelenbaum e Sakamoto, o CD Casa, gravado na casa de Antonio Carlos Jobim, autor de todas as músicas registradas no disco. Em 2003, apresentou-se com o Jaques Morelenbaum e Ryuichi Sakamoto nos Estados Unidos e pela Europa, onde participou dos festivais de jazz de Montreux, Viena, Coliseu de Lisboa e do Porto, Roma e Milão. A turnê gerou o CD A Day in New York (Morelenbaum2/Sakamoto).
Lançou, em 2010, o CD Bossarenova, gravado com a SWR Big Band de Stuttgart, formada por dezesseis músicos de sopro e quatro de base, com produção e arranjos de Ralf Schmid. No repertório, canções de  Tom Jobim, Jorge Benjor, Baden Powell, Toquinho, Vinicius de Moraes, Ivan Lins, Heitor Villa-Lobos, John Lennon e Paul McCartney e Quincy Jones. No mesmo ano, lançou o  CD Água, com João Donato.

## Discografia
- 2010 Bossarenova (Paula Morelenbaum, SWR Big Band e Ralf Schmid) • Biscoito Fino

Água (João Donato e Paula Morelenbaum) – Biscoito Fino – CD
- 2008 Telecoteco – Um sambinha cheio de bossa • Universal • CD
- 2004  Berimbaum • Universal Music • CD
- 2003 A day in New York • Universal • CD
- 2002 Casa • Sony Music • CD
- 2000 Tom canta Vinicius (Faixas "Valsa de Eurídice", "Serenata do adeus", "Derradeira primavera", "Você e eu" e "Ela é carioca") • CD
- 1999 Quarteto Jobim Morelenbaum • Velas • CD

Songbook Chico Buarque (faixa "Teresinha") • Lumiar Discos • CD
- 1996 Songbook Antonio Carlos Jobim (faixa "Canção em modo menor") • Lumiar Discos • CD
- 1995 Tom Jobim-inédito (faixas "Por causa de você", "Derradeira primavera" e "Canção do amor demais") • BMG/Ariola • CD

A festa do menino maluquinho (faixa "Valsa do tempo") • Pererê Records • CD
- 1993 Paula Morelenbaum • Camerati • CD

Antonio Brasileiro (como solista na faixa "Chora coração") • Globo Columbia • CD
Songbook Vinicius de Moraes (faixa "Por toda minha vida") • Lumiar Discos • CD
Songbook Dorival Caymmi (faixa "Adeus da esposa") • Lumiar Discos • CD
- 1991 Família Jobim • Som Livre • CD
- 1986 Passarim (como solista, na faixa "Isabela") • PolyGram
- 1982  Baratotal • PolyGram • LP
- 1981 Céu da boca • PolyGram • LP